# Каток и скрипка
«Каток и скрипка» — короткометражный фильм, дипломная работа Андрея Тарковского (1960).

## Сюжет
Сентиментальный рассказ о мальчике, скрипке и асфальтовом катке. История разыгрывается в течение нескольких часов во дворе старого московского дома. В доме, где-то на четвёртом или пятом этаже, живёт маленький мальчик лет семи, который учится играть на скрипке. Перед юным музыкантом каждое утро встаёт трудная задача: пересечь двор под перекрёстными издевательствами шпаны. На этот раз ему везёт: двор асфальтируют, и водитель весёлого и шумного красного асфальтового катка вступается за мальчишку. Он устыжает шпану и даёт мальчику поработать на катке. Так начинается дружба двух мужчин, большого и маленького, которая длится каких-нибудь полдня и даже превращается в «треугольник». За их отношениями ревниво следит девушка с соседнего — жёлтого — катка, которая грубовато заигрывает с водителем.
Дорога мальчика в музыкальную школу разрастается в целый эпизод: он останавливается у витрины, видит в зеркале, как женщина рассыпает яблоки. Одно из этих яблок он кладёт перед крошечной девочкой в прозрачных бантах, так же чинно, как и он, дожидающейся урока. Урок — это столкновение с учительницей, обуздывающей его музыкальные фантазии с помощью метронома.
Поначалу старший герой воспитывает младшего и покровительствует ему. На обратном пути с урока музыкант оставляет свой инструмент на катке и солидно отправляется с новым другом на обеденный перерыв. Они переживают целый ряд совместных приключений. Они видят, как большой оболтус обижает малыша, и рабочий преподаёт мальчику ненавязчивый урок мужества. Ему приходится самому заступиться за обиженного и получить взбучку от обидчика. Зато он возвращает малышу отбитый в драке мяч. Потом в толпе москвичей они долго глазеют, как тяжёлое чугунное ядро крушит старый кирпичный дом.
Потом происходит размолвка: мальчик, который успел украдкой снять галстук, чтобы походить на рабочего человека, оскорблён тем, что новый друг называет его, как дворовая шпана, «музыкантом», и швыряет на мостовую хлеб, который он нёс для общего завтрака. Он ещё не знает ни высокого смысла слова «музыкант», ни цены хлеба. Рабочий оскорбляется за хлеб. Инстинктивно мальчик угадывает свою оплошность, наступает примирение, и тогда свершается самое главное: под высокими гулкими сводами ворот мальчик достаёт из футляра свою скрипку и объясняет новому другу то немногое, что он успел узнать в школе, а потом играет для него. Молодой рабочий парень с незнакомым дотоле уважением рассматривает маленькую детскую скрипочку с замысловатым рисунком эф и, притихнув, слушает игру своего нового друга, уже не стеснённую стуком метронома, но дисциплинированную им самим. И рабочий человек, гордящийся мозолями на руках, теперь с пониманием смотрит и на мозоль, натёртую скрипкой на подбородке маленького «музыканта». Так же инстинктивно, молча, как мальчик понял смысл труда и цену хлеба, он осознаёт в эти мгновения великий труд и великую силу искусства. Своё взаимопонимание герои решают отметить простым, житейским образом: совместным походом в кино на старого доброго «Чапаева». Но случается непоправимое: строгая мама, которая не вникает и ровно ничего не понимает в значительности и важности случившегося, запирает маленького музыканта на ключ, и девушка уводит погрустневшего водителя катка в кино.
Последний кадр этого дипломного фильма: мальчик в красной рубашке, которую он успел специально надеть, бежит по широкому свежему асфальту к сверкающему красному катку.

## Художественная ценность
По мнению оператора фильма Вадима Юсова, «история рождения этого фильма связана с короткометражным фильмом французского режиссёра Альбера Ламориса „Красный шар“, в то время с успехом демонстрировавшимся на экранах. Цветовой доминантой у Ламориса был красный шар, переходящий из кадра в кадр, создавая цветовой акцент и определяя восприятие вообще цвета в фильме. У нас таким камертоном были красный и жёлтый — цвета асфальтовых катков. Эти яркие, насыщенные цвета сопоставлялись с голубой одеждой рабочего (комбинезон) и мальчика (жилетка), голубизной неба, розовым платьем и бантом девочки» (сб. «Андрей Тарковский: Начало… и пути», 1994). Мотив «Красного шара» отзовётся в дипломной же работе Андрея Кончаловского «Мальчик и голубь».
«Почему Ламорис так на нас повлиял?» — вспоминает Андрей Кончаловский — «Он ещё раз сломал наше представление о кино. „Белая грива“, „Красный шар“, „Приключения золотой рыбки“ (это, правда, не его фильм, а его оператора Эдмона Сешана, но в нём та же эстетика), „Путешествие на воздушном шаре“ — эти фильмы подняли на новый виток звуковое кино. Диалога в фильмах не было, сюжет развивался вне слов, но звук при этом играл очень важную роль. Это было как бы чистое кино, очень непростое по форме, привлекательное ещё и тем, что оно не требовало звёзд, даже вообще актёров. Ему достаточно было очень немногих типажей, в нём действовали бессловесные или вообще неодушевлённые персонажи (лошадь, рыбка, надувной шарик, мальчик), а это значило, что подлинный автор — режиссёр, что он насыщает своим отношением весь окружающий мир, делает его антропоморфным, делает его своим».
Этот первый дипломный фильм, по мнению Майи Туровской, обнаруживает зачатки будущих тематических и стилистических поисков режиссёра. «Очевиднее всего в нём радость раскрепощения камеры. Вся среда фильма, снятая в цвете, наполненная игрой солнечных пятен, зеркальных отражений, бликами воды — живая, пульсирующая, предвесенняя.
Начиная от затейливой натуры — подъезда старого московского дома с окном, застеклённым разноцветными стёклышками, до горбатых переулков, гулкой подворотни, высокого коридора музыкальной школы с янтарным натёртым паркетом и огромным готическим креслом, на которое взгромождается мальчик, — всё неоспоримо московское, обжитое, настоящее. Но нигде оно не оборачивается „мёртвой натурой“ или столь модной впоследствии „ностальгией“. Всё включено в живой, подвижный поток жизни. Крошечная подробность — мальчик останавливается у витрины с зеркалами — разворачивается в целый этюд радостного солнечного блеска, многократно размноженной улицы с куском дома, троллейбусом, женщиной, целой россыпью яблок — в прелестный экзерсис кинокамеры. Асфальт, политый внезапно хлынувшим дождём, отражает ослепительную голубизну неба. Старая подворотня, полная не только звуков маленькой скрипки, но и дрожащих солнечных бликов, облита голубизной: голубизной старой облупившейся краски, синего комбинезона рабочего, нарядного бархата скрипичного футляра. Диалог красного и жёлтого катков или гармония красной рубашонки мальчика и красного катка на сером влажном асфальте создают звонкую, молодую гамму. В фильме не так важны собственно сюжетные мотивы — друзья, большой и маленький, теряют друг друга в дождь, — сколько сам этот дождь, весёлый, крупный ливень, обрушивающийся на толпу, глазевшую, как сносят дом. Ливень так же, как зеркала в витрине, становится самостоятельным эпизодом в картине, он „значит“ не меньше, чем её перипетии. Всё это потом войдёт в кинематограф Тарковского, приумножится в нём, преобразится и созреет. Так же как подспудная драматическая, даже трагедийная нота насильно разрушенных отношений, невольного обмана, высоты и бессилия искусства».

## Награды
Первая премия на фестивале студенческих фильмов в Нью-Йорке в 1961 году.

## В ролях
- Игорь Фомченко — Саша
- Владимир Заманский — Сергей
- Наталья Архангельская — девушка с соседнего катка
- Марина Аджубей — девочка в музыкальной школе
- Юра Бруссер
- Слава Борисов
- Саша Витославский
- Коля Казарев
- Гена Клячковский
- Игорь Коровиков
- Женя Федченко
- Таня Прохорова — девочка во дворе
- Антонина Максимова — мама Саши
- Людмила Семёнова — учительница музыки
- Галина Жданова — соседка
- Саша Ильин — ученик музыкальной школы
- Марина Фигнер — мама ученика музыкальной школы

## Съёмочная группа
- Оператор: Вадим Юсов
- Художник:  Савет Агоян
- Композитор: Вячеслав Овчинников
- Режиссёр: О. Герц
- Звукорежиссёр: Владимир Крачковский
- Монтаж: Любовь Бутузова
- Костюмы: Анна Мартинсон
- Грим: А. Макашёва
- Редактор: С. Бахметьева
- Комбинированные съёмки: операторы Б. Плужников, В. Севостьянов, художник А. Рудаченко
- Директор картины: А. Каретин

## А. Тарковский о фильме «Каток и скрипка»
- «Поэзия вещи родится только тогда, когда она будет правдива и фактурна. Они и слов-то почти не говорят в картине. Нам ведь главное — это среда. Соотношение среды с жизненно правдивыми характерами должно создать ту условность, о которой я говорил. Мы привыкли видеть условность как нечто непонятное, я же свою условность вижу земной. Я свою концепцию готов доказывать всюду. Я не вижу иначе».
- «Здесь, по существу, происходит трагедия. Он потрясён, что мальчик не пришёл, и этот мир для него закрылся».
- «Взгляд на кинематограф как на действие. Во всём фильме 35 фраз».